# Vòng 39

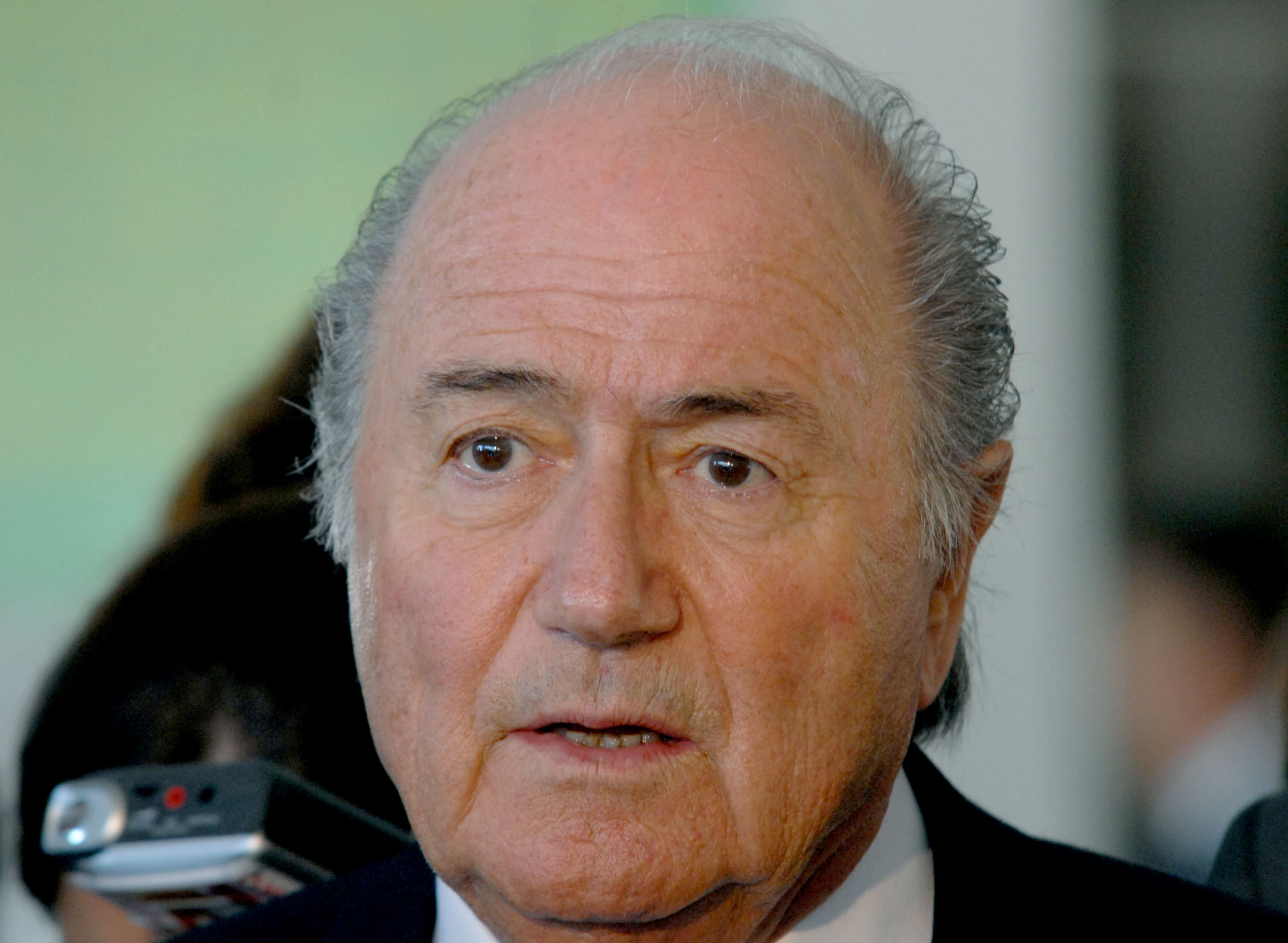
Sepp Blatter, chủ tịch FIFA - cơ quan quyền lực tối cao về bóng đá thế giới, là người phản đối khái niệm "Vòng 39"

Vòng 39 hay vòng quốc tế, là một vòng đấu đặc biệt được đề xuất tại Giải bóng đá Ngoại hạng Anh, giải bóng đá lớn nhất nước Anh, theo đó các trận đấu sẽ diễn ra ở bên ngoài nước Anh. Giải bóng đá Ngoại hạng Anh hiện nay diễn ra theo thể thức hai lượt, mỗi đội tham gia thi đấu tổng cộng 38 trận phân thành một lượt đá sân nhà và một lượt đá sân khách (hay còn gọi là lượt đi - lượt về). Vòng 39 này đã được đề xuất trong cuộc họp của 20 câu lạc bộ giải Ngoại hạng Anh vào ngày 7 tháng 2 năm 2008, với mục đích là giới thiệu và thêm vòng này vào hệ thống thi đấu của giải Ngoại hạng Anh từ mùa bóng 2010-11, khi Premier League ký hợp đồng mới về bản quyền phát sóng trên truyền hình. Tuy nhiên, thời điểm bắt đầu triển khai đề xuất này sau đó được dời sang mùa 2013-14. Một số chủ tịch câu lạc bộ đã chấp thuận và xác nhận đề xuất này.
Tuy nhiên dự án vòng 39 cũng bị các huấn luyện viên, các tổ chức bóng đá lớn trên thế giới phản đối và lên án kịch liệt bởi vì họ nhận thấy mục đích duy nhất của dự án trên là vì tiền và làm tổn hại đến người hâm mộ. Ngay cả chủ tịch FIFA, Sepp Blatter cũng bày tỏ quan điểm phản đối đề xuất này và cho rằng nó có thể ảnh hưởng đến việc đăng cai World Cup 2018 của Anh. Các quan chức bóng đá ở một số khu vực được dự kiến là nơi sẽ tổ chức các trận đấu cũng lên tiếng phản đối. Trước sức ép của dư luận, khái niệm "Vòng 39" đã bị hủy bỏ vào cuối tháng 5 năm 2010, nhưng vào tháng 10 năm 2014, nó lại được xem xét là một ý tưởng.

## Đề xuất
Giải bóng đá Ngoại hạng Anh (hạng thi đấu cao nhất của bóng đá Anh) có 20 câu lạc bộ tham dự, thi đấu theo thể thức lượt đi và lượt về (tức là nếu đội A đá với đội B trên sân nhà của đội A lượt thứ nhất thì lượt thứ hai đội A sẽ đá với đội B trên sân nhà của đội B), mỗi đội phải đá tổng cộng là 38 trận mỗi mùa. Theo đề xuất trên, dự kiến mỗi đội sẽ chơi thêm một trận nữa, tổng cộng là sẽ có thêm 10 trận, và diễn ra vào một tuần trong tháng 1. Năm thành phố sẽ được trao quyền tổ chức, mỗi thành phố sẽ diễn ra 2 trận đấu vào các ngày thứ bảy và chủ nhật. Các thành phố sẽ tranh giành quyền tổ chức các trận đấu, nhưng lại không được lựa chọn đội bóng nào sẽ tham dự. Các trận đấu sẽ diễn ra cùng thời điểm tại những địa điểm có múi giờ khác nhau; về giả thuyết thì nó giúp cho người xem có thể theo dõi trực tiếp tất cả 10 trận đấu trong cùng một thời điểm.. Tuy nhiên lại nảy sinh mâu thuẫn về việc bốc thăm lịch thi đấu cho mỗi trận đấu của vòng 39.
Một tuần trước khi vòng 39 khởi tranh, các đội bóng được phép di chuyển đến địa điểm mà ban tổ chức chỉ định thi đấu để làm quen với khí hậu và giao thông. Ở tuần tiếp theo của vòng quốc tế, người hâm mộ sẽ theo dõi mỗi đội bóng thi đấu với một đội khác trong những đội còn lại (hai đội này được lựa chọn thi đấu cùng địa điểm) để tránh gây bất lợi cho các đội bóng. Các trận đấu có thể diễn ra tại Úc, Đông Á, Đông Nam Á, các nước vùng Vịnh và Bắc Mỹ. Tất cả những khu vực giàu có này là nơi có lượng người hâm mộ, quan tâm đến bóng đá Anh lớn hơn nhiều so với bóng đá trong nước, và địa điểm tổ chức phải là nơi có thời tiết ấm áp và có thể dự báo trước, không như nước Anh trong tháng 1.
Giám đốc điều hành Premier League, Richard Scudamore lúc đầu cho biết sẽ không có nhiều hơn một vòng 39 trong mỗi mùa giải. Ông nói:
| “ | Tôi lưu ý là sẽ không có trận đấu thứ 40. Vòng đấu 39 này có tính độc đáo riêng, có thể coi vòng đấu là những lễ hội dịp cuối tuần, vì vậy không có điểm đến nào có thể từ chối được nó. | ” |

Sau đó, ông đề nghị kế hoạch ban đầu sẽ kéo dài từ 6 đến 10 năm và có thể được điều chỉnh.

## Phát triển
Kế hoạch "vòng 39" được lấy ý tưởng từ Cúp Premier League châu Á khởi tranh vào năm 2003, cũng như từ một trận giao hữu của đội tuyển Anh gặp Argentina tại Geneva, Thụy Sĩ vào năm 2005 và trận đấu của đội tuyển bóng đá quốc gia Hoa Kỳ (NFL) vào năm 2007 tại sân vận động Wembley. Rod Eddington bắt đầu nảy ra ý tưởng về một "vòng quốc tế" cho Premier League vào mùa thu năm 2007. Ông là chủ tịch Công ty sự kiện Victoria, đồng thời là một người bạn của Rupert Murdoch, chủ sở hữu của Sky Sports và nhiều hãng thông tấn khác giữ bản quyền phát sóng Premier League. Ông còn đề nghị thành phố Melbourne, quê ông, là một thành phố chủ nhà và cũng là nơi mở màn cho loạt trận này. Một bài thuyết trình với Ủy ban Kiểm toán của Premier League đã được thực hiện trong hai tuần trước khi công bố thông báo. Theo bản kế hoạch kinh doanh thì dự kiến vòng quốc tế sẽ giúp giải đấu thu thêm từ 40 đến 80 triệu Bảng Anh mỗi năm.
Premier League sau đó thành lập một nhóm công tác để đàm phán với các bên liên quan. Kết quả ban đầu cho biết, để thực hiện kế hoạch "Vòng 39", cần sự hỗ trợ của Liên đoàn bóng đá Anh (FA) và cơ quan phụ trách về bóng đá của những quốc gia có thành phố chủ nhà. Họ đã cố gắng để giành được sự hỗ trợ của FA cho đề xuất này bằng việc hứa hẹn sẽ sắp xếp lại lịch thi đấu của các câu lạc bộ để thuận tiện hơn cho các cầu thủ được triệu tập vào đội tuyển Anh. Scudamore còn lên kế hoạch để gặp mặt các quan chức của Liên đoàn thể thao quốc tế, Liên đoàn bóng đá quốc tế (FIFA), trước khi cuộc họp Ban chấp hành FIFA diễn ra tại Zurich vào ngày 14 tháng 3 năm 2008. Ngày 27 tháng 2, sau vài tuần đón nhận các ý kiến mà chủ yếu là các phản ứng tiêu cực về "Vòng 39", Scudamore đã đồng ý với Jérôme Valcke, Tổng thư ký FIFA rằng cuộc họp này sẽ bị hoãn lại vô thời hạn. Đây là một cơ hội để Premier League cân nhắc lại đề nghị của họ và thông báo rằng nó sẽ không được tiến hành nếu chưa có sự chấp thuận từ phía FIFA.
Trong tháng 5 năm 2008, Scudamore thông báo trên kênh BBC Radio 5 Live rằng đề xuất này vẫn "chưa kết thúc", nhưng Liên đoàn sẽ "đưa ra một thứ có lợi cho chúng ta" trong năm 2009. Vào tháng 8 năm 2008, Scudamore cho biết Liên đoàn đã có "một loạt những ý tưởng, một số chi tiết căn bản hơn, nhưng không triệt để như ban đầu". Trong tháng 10 năm 2008, ông nói vòng 39 vẫn còn tiềm năng, mặc dù thời hạn hợp đồng về bản quyền truyền hình vẫn còn thời hạn sớm nhất đến mùa giải 2013-14. Vào tháng 12 năm 2008, các phương tiện truyền thông đã đưa tin về một thỏa thuận giữa Premier League và Liên đoàn bóng đá châu Á (AFC) có liên quan đến vòng 39.

## Phản ứng

### Ở Anh

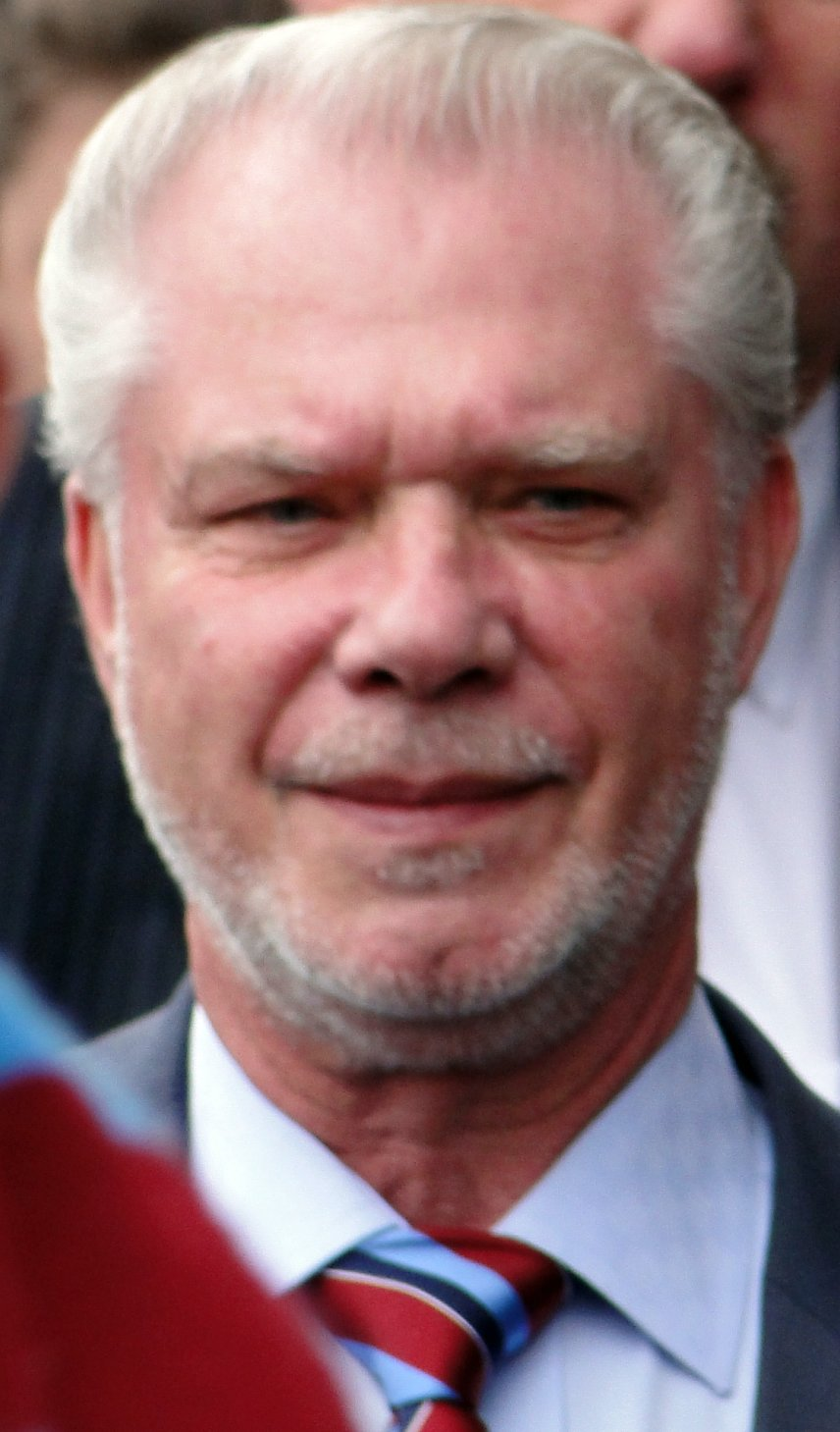
David Gold, chủ tịch Birmingham City

Richard Scudamore có quan điểm bảo vệ kế hoạch Vòng 39 với mục đích củng cố danh tiếng trên toàn cầu của Premier League. Ông từng phát biểu về quan điểm trên: "Nếu chúng ta không làm điều này, một môn thể thao khác sẽ tiến hành việc đó trước chúng ta". Scudamore còn lên tiếng rằng Chủ tịch của tất cả 20 câu lạc bộ Premier League đã đồng ý với đề xuất "Vòng 39", đồng thời bác bỏ tin từ tờ Daily Mail rằng chủ tịch Randy Lerner của Aston Villa và chủ tịch Dave Whelan của Wigan Athletic là những người phản đối. David Gold, chủ tịch của Birmingham City cũng ủng hộ kế hoạch này một phần bởi vì các câu lạc bộ lớn, trong bất cứ hoàn cảnh nào, cũng đều đã biết cách khai thác thị trường nước ngoài cùng với những chuyến du đấu trước mùa giải, thậm chí ngay giữa mùa giải; và "Vòng 39" sẽ phân chia doanh thu cho tất cả các câu lạc bộ tham dự vòng đấu. Ngày 15 tháng 2, giám đốc điều hành Liverpool, Rick Parry cho biết đề xuất này "chưa bao giờ nằm trong chương trình hoạt động của câu lạc bộ Liverpool" và thừa nhận sự lo ngại của người hâm mộ và huấn luyện viên đội bóng." Paul Hayward, cây bút của tờ The Guardian nhận xét rằng đề xuất này sẽ phá hủy sự cân bằng của thể thức lượt đi lượt về của giải đấu. Hội cổ động viên bóng đá Anh (FSF) đã chỉ trích đề xuất "Vòng 39" như một hành vi kiếm tiền bất chính, và đặt tên nó là Gam£39. Cơ quan này còn đưa ra văn bản kiến nghị với sự hỗ trợ của Daily Mail nhằm phản đối sự "đổi mới thái quá của giải vô địch quốc gia".
Vào tháng 3 năm 2008, chiến dịch trên đã kết thúc khi FSF tuyên bố đề xuất này "sẽ bị vô hiệu hóa". Nhiều cổ động viên trung thành vốn luôn tự hào về việc đi xem tất cả các trận đấu trên sân khách của đội bóng thân yêu sẽ không thể đi ra nước ngoài xem "Vòng 39". Mặt khác, các địa điểm nước ngoài nhiều khả năng sẽ là những điểm đến hấp dẫn cho người hâm mộ hơn là một thành phố ở Anh. Huấn luyện viên của các câu lạc bộ Premier League cũng lên tiếng phản đối hoặc hoài nghi về kế hoạch, bao gồm Steve Bruce, Roy Hogdson, Gareth Southgate, và Rafael Benítez. Alex Ferguson lên tiếng chỉ trích những ông chủ của các câu lạc bộ do không tham khảo ý kiến với ban huấn luyện. Tuy nhiên Arsène Wenger, Roy Keane, Kevin Keegan, và Avram Grant lại là những người ủng hộ đề xuất. "Vòng 39" cũng được biện hộ như một động thái để ngăn chặn kế hoạch thành lập "Giải vô địch quốc tế" (World League) chỉ với sự tham gia của những câu lạc bộ hàng đầu (như các đội bóng từng nằm trong nhóm G-14).
Andy Burnham, Bộ trưởng về Văn hóa, Truyền thông và Thể thao của Anh cảnh báo rằng bóng đá "không nên quên đi nguồn gốc của nó". Gordon Taylor của Hiệp hội cầu thủ chuyên nghiệp Anh cũng "bày tỏ quan ngại về việc gia tăng áp lực lên các cầu thủ". Ngày 15 tháng 2, FA tuyên bố "nghiêm túc bảo lưu quan điểm" rằng đề xuất này có thể gây tổn hại cho nước Anh trong việc giành quyền đăng cai World Cup 2018. Một cuộc họp hội đồng quản trị FA tổ chức vào ngày 21 tháng 2 đã kết luận rằng kế hoạch này "không thể bền vững trong tình hình hiện tại".

### Quốc tế
Đề xuất này đã bị chủ tịch FIFA Sepp Blatter chỉ trích dữ dội, ông cho rằng vòng đấu này đem đến nhiều tai tiếng và sẽ ảnh hưởng đến nỗ lực giành quyền đăng cai World Cup 2018 của Anh. Ông cho biết thêm: "Bóng đá không thể giống như Harlem Globetrotters hay một rạp xiếc". Michel Platini, Chủ tịch UEFA lại ví đề xuất như một "ý tưởng vô nghĩa". Liên đoàn bóng đá Hàn Quốc và Nhật Bản cũng tuyên bố bảo lưu mạnh mẽ quan điểm về việc phản đối kế hoạch này. Trong khi đó những Liên đoàn bóng đá ở Trung Đông lại tỏ ra tích cực và ủng hộ hơn. Tháng 2 năm 2008, Chủ tịch AFC Mohammed Bin Hammam cho biết ông sẽ "bỏ phiếu phản đối một cách mạnh mẽ" đối với đề xuất này. Trong tháng 6, ông đã chuẩn bị phương án để cân nhắc lại nếu kế hoạch có hỗ trợ từ FA. Tuy nhiên sau đó vào tháng 10, chính ông lại tuyên bố sẽ chấp thuận ý tưởng này nếu Liên đoàn chia sẻ doanh thu với AFC. Liên đoàn bóng đá Hồng Kông thì nói rằng họ "rất quan tâm" đến vai trò tổ chức các trận đấu. Liên đoàn bóng đá Úc thì thông báo sẽ phản đối nếu nó gây ảnh hưởng tới giải đấu A-League của họ. Ivan Gazidis, Phó ủy viên của Giải bóng đá nhà nghề Mỹ (MLS) tại Hoa Kỳ cho biết sẽ hoan nghênh kế hoạch nếu nó nhận được sự đồng ý từ FIFA. Sunil Gulati, Chủ tịch của Liên đoàn bóng đá Mỹ thì nói rằng USSF sẽ tuân theo sự chỉ đạo của FIFA về việc chấp thuận tổ chức bất cứ một trận đấu nào.

## Hệ quả
Kể từ năm 2013, Relevent Sports đã tổ chức International Champions Cup, một loạt các trận đấu giao hữu hè giữa những đội bóng ở Ngoại hạng Anh và những đội bóng lớn khác ở châu Âu, diễn ra trên cả những thị trường quốc tế như châu Á và Bắc Mỹ. Tháng 8 năm 2018, Relevent tuyên bố hợp tác với La Liga để đăng cai một trận đấu thường niên diễn ra tại Hoa Kỳ. Nhà báo Ed Aarons của The Guardian đã đem so sánh đề xuất trên với Vòng 39, ông nhận định rằng lực lượng phản đối từ cổ động viên Tây Ban Nha có thể ngăn chặn kế hoạch của Relevent cũng như việc Relevent có thể tìm kiếm một thỏa thuận tương tự với Ngoại hạng Anh.